# Stejanovci
Stejanovci (en serbe cyrillique : Стејановци) est un village de Serbie situé dans la province autonome de Voïvodine. Il fait partie de la municipalité de Ruma dans le district de Syrmie (Srem). Au recensement de 2011, il comptait 918 habitants.
Stejanovci est une communauté locale, c'est-à-dire une subdivision administrative, de la municipalité de Ruma.

## Géographie

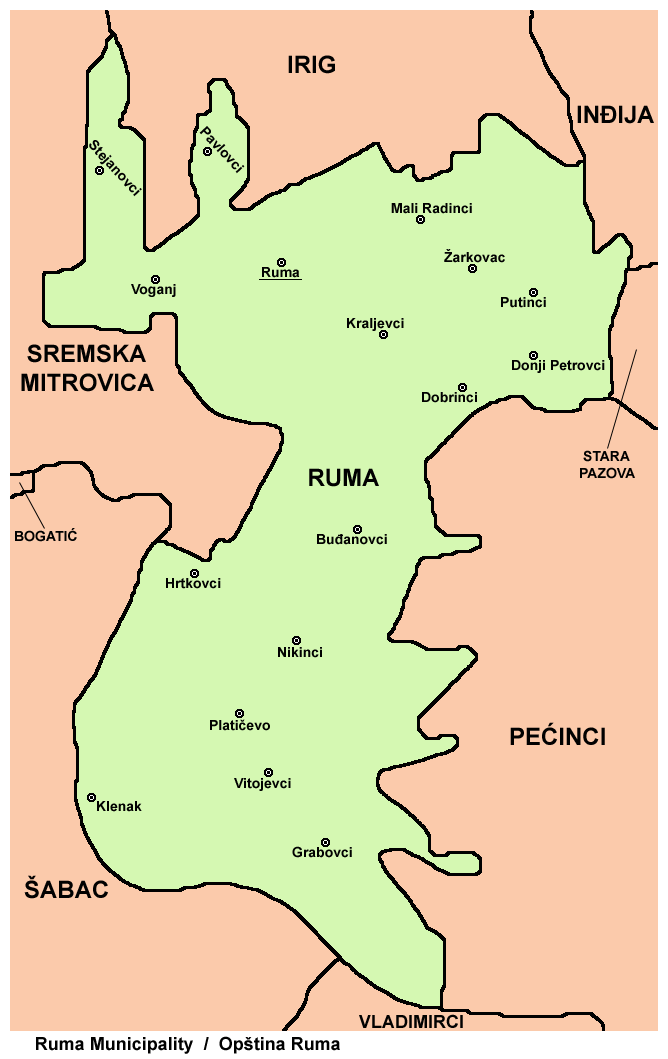
Localisation de Stejanovci dans la municipalité de Ruma

Stejanovci se trouve dans la région de Syrmie, au pied du versant méridional du massif de la Fruška gora. Le village est situé sur la route régionale R-106 qui conduit de Veliki Radinci à Stari Banovci en passant par Ruma et Stara Pazova.

## Démographie

### Évolution historique de la population
| 1948 | 1953 | 1961  | 1971  | 1981 | 1991 | 2002  | 2011 |
| ---- | ---- | ----- | ----- | ---- | ---- | ----- | ---- |
| 901  | 919  | 1 061 | 1 004 | 964  | 976  | 1 020 | 918  |

|  |

### Données de 2002
Pyramide des âges (2002)
En 2002, l'âge moyen de la population était de 39 ans pour les hommes et 43,2 ans pour les femmes.
Répartition de la population par nationalités (2002)
En 2002, les Serbes représentaient 97,8 % de la population.

### Données de 2011
En 2011, l'âge moyen de la population était de 44,3 ans, 42,4 ans pour les hommes et 46,3 ans pour les femmes.

## Tourisme
L'église Saint-Nicolas de Stejanovci a été construite en 1774 ; elle est inscrite sur la liste des monuments culturels de grande importance de la république de Serbie. La maison natale de Stevan Petrović Brile est classée. Le mémorial de Most razmene se trouve sur la route Ruma-Stejanovci ; il figure sur la liste des sites mémoriels protégés du pays.

## Personnalité
Le Héros national Stevan Petrović Brile (1921-1943) est né dans le village.